# San José de Maipo
San José de Maipo es una comuna y ciudad ubicada en la provincia de Cordillera, Región Metropolitana de Santiago, Chile. Se encuentra a 48 kilómetros de la ciudad de Santiago de Chile. 
Limita con las comunas de Puente Alto, Pirque, La Florida, Peñalolén, Las Condes y Lo Barnechea al oeste, Rinconada y Calle Larga al norte, Mostazal, Codegua y Machalí al sur, y la Provincia de Mendoza, perteneciente a Argentina, al este.
Según el Censo de 2017, la población es de 18 189 habitantes, con una densidad poblacional de 0,03 hab./ha, concentrándose mayoritariamente (70 %) en las áreas urbanas. Su principal centro urbano es el pueblo de San José de Maipo.

## Historia
San José de Maipo se funda como Villa por orden de Ambrosio O'Higgins en 1792. El Gobernador de Chile y futuro Virrey del Perú consideró necesario darle la calidad de Villa como una forma de apoyar las faenas mineras que se daban en la zona de San Pedro Nolasco. 

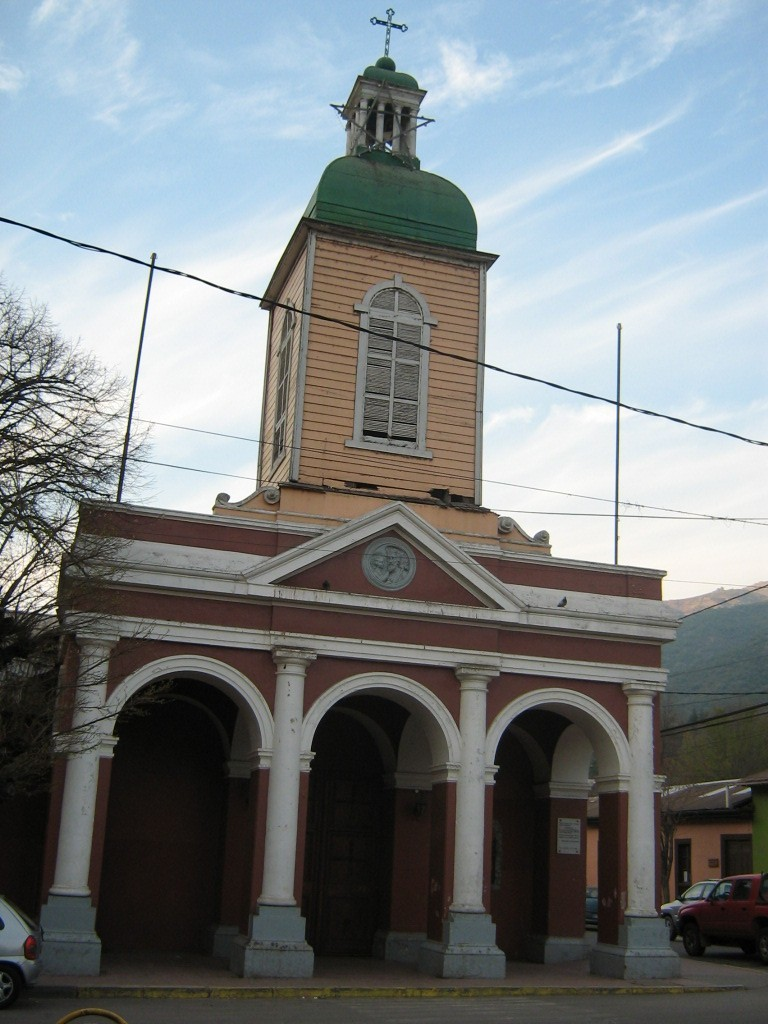
Parroquia San José de Maipo, construida en 1798.

Durante el siglo XIX la zona es escenario de varios acontecimientos importantes para la independencia de Chile, ya que por su estrecha comunicación con Argentina, el paso del Portillo fue utilizado por una columna del Ejército de los Andes, a cargo del Capitán José León Lemos, logrando batir en retirada a la guardia realista de San Gabriel. Logró así su objetivo de distraer y fijar las tropas de Marcó del Pont e impedirle desplazarse al norte, para impedir el cruce del grueso del ejército patriota, en Putaendo. Posteriormente se unió al grueso del ejército, comandado por el general San Martín. A finales del siglo XIX comienza la explotación de minerales en la zona.
Francisco Solano Asta-Buruaga y Cienfuegos escribió en 1899 en su Diccionario Geográfico de la República de Chile : 705  se refiere al lugar como 'villa':

San José de Maipo.-—Villa del departamento de la Victoria con iglesia parroquial, escuelas gratuitas, oficinas de correo y de registro civil y caserío de 737 habitantes. Está asentada bajo los 33° 40' Lat. y 70° 25' Lon., á 1,010 metros del nivel del Pacífico, sobre una planicie de la ribera derecha del Maipo el cual pasa por el O. á 190 metros de la población. Comprende esta una área de 27 manzanas de 84 metros por lado, cortadas por nueve calles de E. á O. y cuatro de N. á S., con una plaza en el centro. Sus contornos son montuosos y pintorescos, situada como se halla entre las ramas inferiores de los Andes, donde se levanta por el E. el volcán de Maipo y hacia el S. y O. los cerros minerales de San Lorenzo, San Gabriel y San Pedro Nolasco. A poco más de un kilómetro al S. corre un pequeño riachuelo, llamado también de San José, y á ocho al N. entra en el Maipo el Río Colorado. Todo el valle entre estas corrientes es estrecho y forma como una abra por la que atraviesa el camino que pasa por esta villa, subiendo el río del Yeso, á tramontar los Andes por el portillo de los Piuquenes. Es de temperamento muy sano y agradable en verano, por lo que podría convertirse en sitio de temporada en esa estación para los vecinos de Santiago, de cuya ciudad dista unos 45 kilómetros al SE. y 40 al E. de San Bernardo. Los descubrimientos de mina de plata en los cerros nombrados, hicieron promover en agosto de 1791 la fundación de una villa en este punto en que ya existía una que otra casa; y al efecto se estableció, bajo la planta indicada, por el Presidente Don Ambrosio O'Higgins en 16 de julio de 1792 con el nombre de villa de San José de Maipo; también se llamó Villa-alta. En 9 de octubre de 1797 la erigió el obispo Marán en asiento de parroquia, con jurisdicción sobre toda el abra de ese río desde la punta de Chequén hasta el volcán sobredicho, inclusas la cordillera respectiva y la hacienda de San Juan, á la parte occidental y sur del río. Hacia el NE. se halla El Alfalfar con los baños termales de Tupungato.

El geógrafo chileno Luis Risopatrón también lo describe como una ‘villa’ en su libro Diccionario Geográfico de Chile en el año 1924: : 807 

San José de Maipo (Villa) 33° 39' 70° 22' Tiene 27 manzanas de 84 m por lado, cortadas por nueve calles de E a W i cuatro de N a S, ofrece una plaza en el centro, cuenta con servicio de correos, telégrafos, rejistro civil, escuelas públicas i estación de ferrocarril i está asentada, entre contornos montuosos i pintorescos, en la márjen E del curso superior del rio-Maipo, a 967 m de altitud i a 26 kilómetros hacia el S E del lugarejo de Puente Alto; goza de un clima mui sano i agradable, favorable para el trata: miento de las afecciones pulmonares. Se ha rejistrado 718,3 mm de agua caida, en 28 dias de lluvia, con 95 mm de máxima diaria, en 1921. Los descubrimientos de minas de plata de los alrededores, hicieron establecer el 16 de julio de 1792, la formación de esta villa, que también se llamó villa Alta . 61, 1850, p. 472: i LXIII, p. 5 i 7; 62, II, p. 110; 63, p. 261; 66, p. 319; 68, p. 219; 103, p. 98; 104. p. 42; 155, p. 709; i 156.

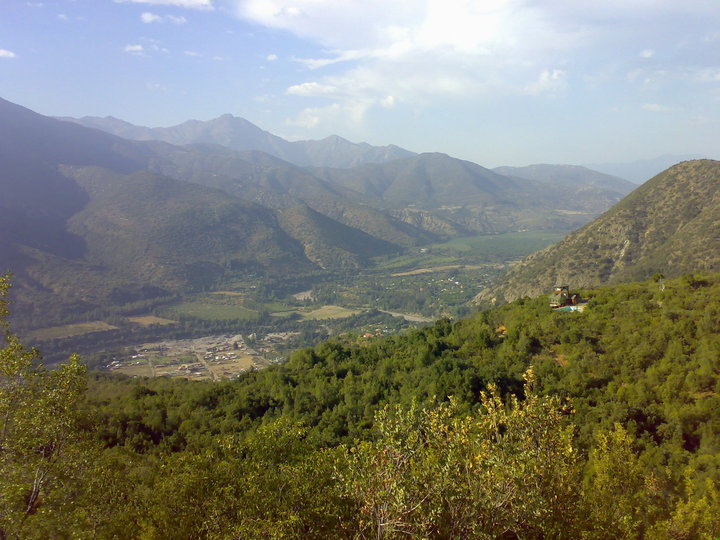
Vista al pueblo de San José de Maipo.

Durante el siglo XX, la comuna pasa a ser muy importante para la ciudad de Santiago, ya que se construye en ella la primera central hidroeléctrica de la zona (la central hidroeléctrica de Los Maitenes), además de construirse un acueducto que abastece de agua potable a la ciudad a partir de los glaciares cordilleranos. Se construye además un ferrocarril, de trocha angosta (o de montaña), desde Puente Alto hasta El Volcán, del cual aún se pueden ver un túnel (El Tinoco) y los puentes construidos con este fin.
Por la pureza de sus aires, y su altitud sobre el nivel del mar, se construyó un hospital especializado en enfermos respiratorios provenientes de todo Chile, principalmente para aliviar la tuberculosis, enfermedad incurable y mortal durante esa época (inicios del siglo XX).
Hacia finales de siglo se convierte en un polo de desarrollo para el ecoturismo, gracias a su caudaloso río muy apto para la práctica del ráfting.

## Economía
Entre las actividades económicas presentes, destacan la minería metálica y no metálica, la extracción de áridos, la explotación de canteras de piedra, el comercio de productos locales como almendras y nueces, así como las artesanías en piedra laja y alabastro, entre otras. También tiene relevancia la producción de electricidad, sobre la base de las plantas hidroeléctricas del sector: Central Los Queltehues, Central Los Maitenes y la central de paso Alfalfal I. Así mismo, la industria turística se encuentra en auge en esta zona, existiendo un gran número de establecimientos relacionados con ella, además que esta comuna fue declarada en el año 2001 como Zona de Interés Turístico Nacional (ZOIT) por el Servicio Nacional de Turismo (Sernatur), puesto que cuenta con atracciones patrimoniales como la estación de tren de El Melocotón.
En 2018, la cantidad de empresas registradas en San José de Maipo fue de 501. El Índice de Complejidad Económica (ECI) en el mismo año fue de -0,25, mientras que las actividades económicas con mayor índice de Ventaja Comparativa Revelada (RCA) fueron Servicios Profesionales en Geología y Prospección (415,1), Agencias de Venta de Billetes de Teatro y Salas de Concierto (26,69) y Otros Tipos de Hospedaje Temporal como Campamento, Albergues, Posadas, Refugios (24,85).

## Geografía

### Geomorfología
La comuna de San José de Maipo se encuentra emplazada en las unidades geomorfológicas de Cordillera andina de retención crionival y Cuenca de Santiago.

### Clima
Presenta según la clasificación climática de Köppen clima de tundra (ET), clima de tundra de lluvia invernal (ET (s)), clima glacial (EF), clima glacial de lluvia invernal (EF (s)), clima mediterráneo de lluvia invernal (Csb), clima mediterráneo de lluvia invernal de altura (Csb (h)) y clima mediterráneo frío de lluvia invernal (Csc).
| Parámetros climáticos promedio de San José de Maipo | Parámetros climáticos promedio de San José de Maipo | Parámetros climáticos promedio de San José de Maipo | Parámetros climáticos promedio de San José de Maipo | Parámetros climáticos promedio de San José de Maipo | Parámetros climáticos promedio de San José de Maipo | Parámetros climáticos promedio de San José de Maipo | Parámetros climáticos promedio de San José de Maipo | Parámetros climáticos promedio de San José de Maipo | Parámetros climáticos promedio de San José de Maipo | Parámetros climáticos promedio de San José de Maipo | Parámetros climáticos promedio de San José de Maipo | Parámetros climáticos promedio de San José de Maipo | Parámetros climáticos promedio de San José de Maipo |
| Mes                                                 | Ene.                                                | Feb.                                                | Mar.                                                | Abr.                                                | May.                                                | Jun.                                                | Jul.                                                | Ago.                                                | Sep.                                                | Oct.                                                | Nov.                                                | Dic.                                                | Anual                                               |
| --------------------------------------------------- | --------------------------------------------------- | --------------------------------------------------- | --------------------------------------------------- | --------------------------------------------------- | --------------------------------------------------- | --------------------------------------------------- | --------------------------------------------------- | --------------------------------------------------- | --------------------------------------------------- | --------------------------------------------------- | --------------------------------------------------- | --------------------------------------------------- | --------------------------------------------------- |
| Temp. máx. media (°C)                               | 26.9                                                | 25.9                                                | 23.1                                                | 20.1                                                | 15.6                                                | 12.8                                                | 11.8                                                | 12.4                                                | 14.9                                                | 18.7                                                | 22.7                                                | 25.8                                                | 19.2                                                |
| Temp. mín. media (°C)                               | 9.6                                                 | 9.2                                                 | 8.2                                                 | 6.8                                                 | 5.5                                                 | 4.5                                                 | 4.1                                                 | 4.5                                                 | 5.1                                                 | 6.5                                                 | 8.0                                                 | 9.2                                                 | 6.8                                                 |
| Precipitación total (mm)                            | 9.2                                                 | 9.8                                                 | 15.1                                                | 34.4                                                | 121.9                                               | 144.8                                               | 121.2                                               | 101.6                                               | 43.9                                                | 26.2                                                | 15.7                                                | 11.1                                                | 655.9                                               |
| Fuente: e-seia.cl 2010                              |                                                     |                                                     |                                                     |                                                     |                                                     |                                                     |                                                     |                                                     |                                                     |                                                     |                                                     |                                                     |                                                     |

### Hidrología
Esta comuna se halla entre las cuencas hidrográficas de río Aconcagua, río Maipo y río Rapel. Además, la comuna posee diversos cuerpos de agua, entre los que se destacan la laguna Azufre, laguna de Arriero, laguna de Las Vacas, laguna de Los Patos, laguna de Los Piuquenes, laguna del Encanado, laguna El Ocho, laguna El Relvo, laguna La Huacha, laguna Los Lunes, laguna Los Pajaritos y laguna Negra, río Barroso, río Blanco, río Claro, río Colorado, río de Colina, río Maipo, río Negro, río Olivares, río Volcán y río Yeso; y Zanjón del Coironal y Zanjón del Tofo.

## Medio ambiente

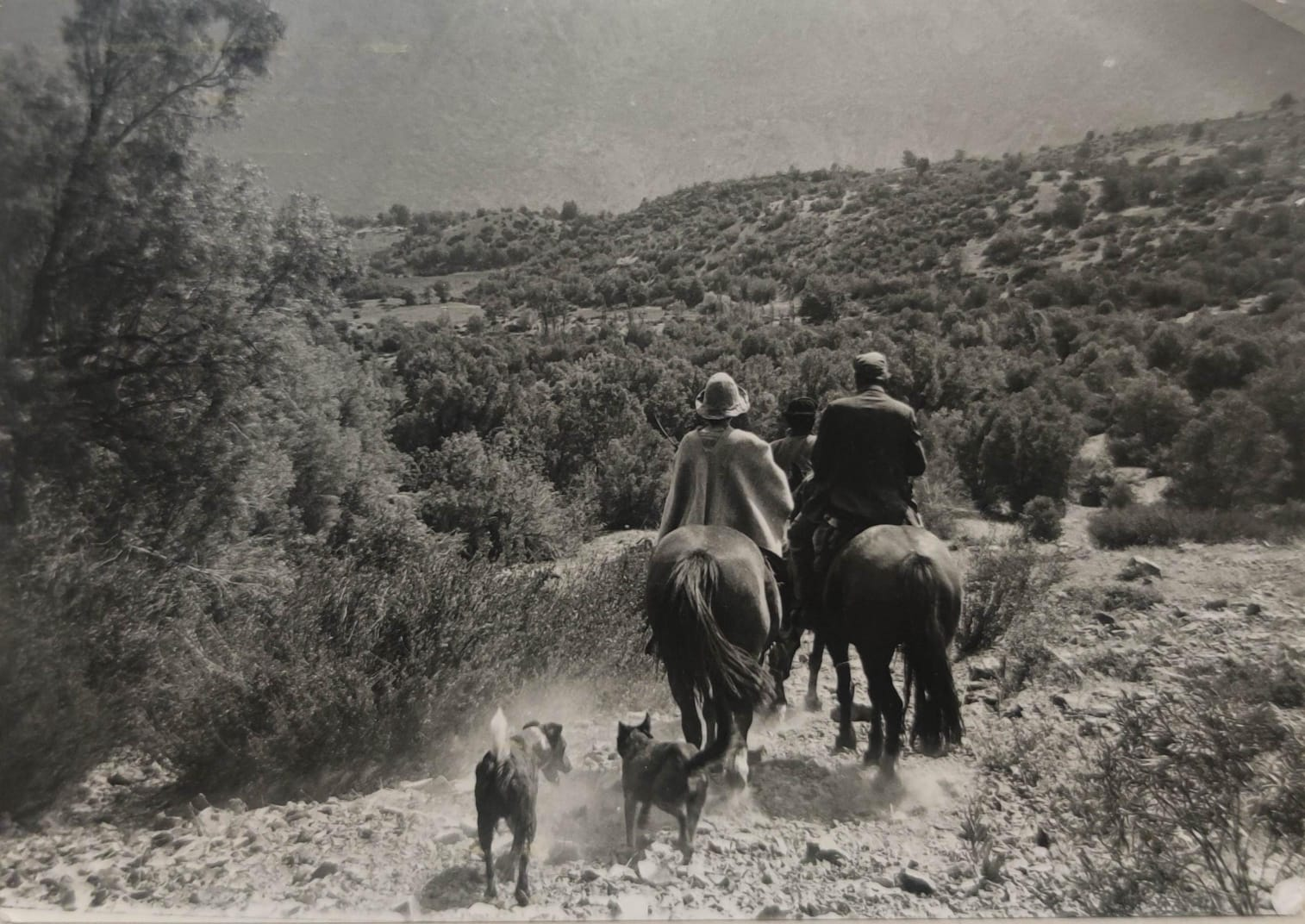
Potrerillos, sector del Ingenio, 1984

### Componentes bióticos
Dentro del territorio de la comuna se pueden hallar los siguientes ecosistemas:
- Bosque esclerófilo mediterráneo andino donde predominan Kageneckia angustifolia y Guindilia trinervis (Vulnerable)
- Bosque esclerófilo mediterráneo andino donde predominan Quillaja saponaria y Lithrea caustica (Vulnerable)
- Bosque espinoso mediterráneo andino donde predominan Acacia caven y Baccharis paniculata (Vulnerable)
- Herbazal mediterráneo andino donde predominan Nastanthus spathulatus y Menonvillea spathulata (Preocupación menor)
- Matorral bajo mediterráneo andino donde predominan Chuquiraga oppositifolia y Nardophyllum lanatum (Preocupación menor)
- Matorral bajo mediterráneo andino donde predominan Laretia acaulis y Berberis empetrifolia (Preocupación menor)
- Zonas geográficas hinóspitas sin vegetación (Sin información)

### Medidas de protección ambiental y conflictos socioambientales
Hasta 2022, la comuna de San José de Maipo cuenta con las siguientes zonas que poseen algún nivel de protección ambiental:
- Alto de la Cuenca del Mapocho (Sitios ERB)[15]
- Altos del Río Maipo (Sitios Ley 19.300)[16]
- Contrafuerte Cordillerano (Sitios ERB)[17]
- El Morado (Sitios Ley 19.300)[18]
- Humedal Baños Morales (Humedal urbano)[19]
- Monumento Natural El Morado (Monumento Natural)
- Parque Nacional Río Clarillo (Parque Nacional)
- río Clarillo (Sitios ERB)[20]
- río Olivares (Bien Nacional Protegido)[21]
- río Olivares - Río Colorado - Tupungato (Sitios Ley 19.300)[22]
- Santuario Cascada de las Ánimas (Iniciativa de Conservación Privada)[23]
- Santuario de la Naturaleza Predio Cascada de las Ánimas (Santuario de la Naturaleza)[24]
- Santuario de la Naturaleza Predios San Francisco de Lagunilla y Quillayal (Santuario de la Naturaleza)[25]
- Santuario de la Naturaleza Yerba Loca (Santuario de la Naturaleza)[26]
- Sector Alto Andino (Sitios ERB)[27]

## Demografía

### Localidades

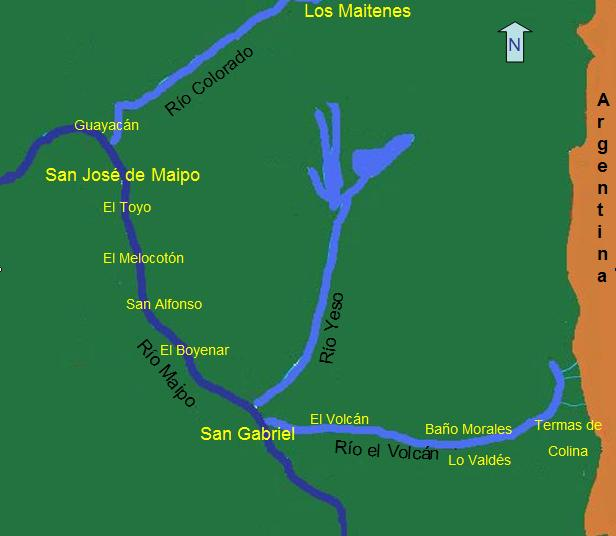
Principales localidades de la comuna

Otras localidades dentro de la comuna son:
Por el Río Maipo
- La Obra
- Las Vertientes
- El Canelo
- Las Lajas
- El Manzano
- Guayacán
- Lagunillas
- El Toyo
- El Melocotón
- San Alfonso
- El Ingenio
- El Boyenar
- San Gabriel
- Los Queltehues
- Las Melosas
- El Manzanillo

Por el Río Yeso
- Chacay
- Termas del Plomo

Por el Río Colorado
- El Alfalfal
- Los Maitenes

Por el Río el Volcán
- El Volcán
- Baños Morales
- Lo Valdés
- Baños Colina
- Monumento natural El Morado

## Administración

### Municipalidad

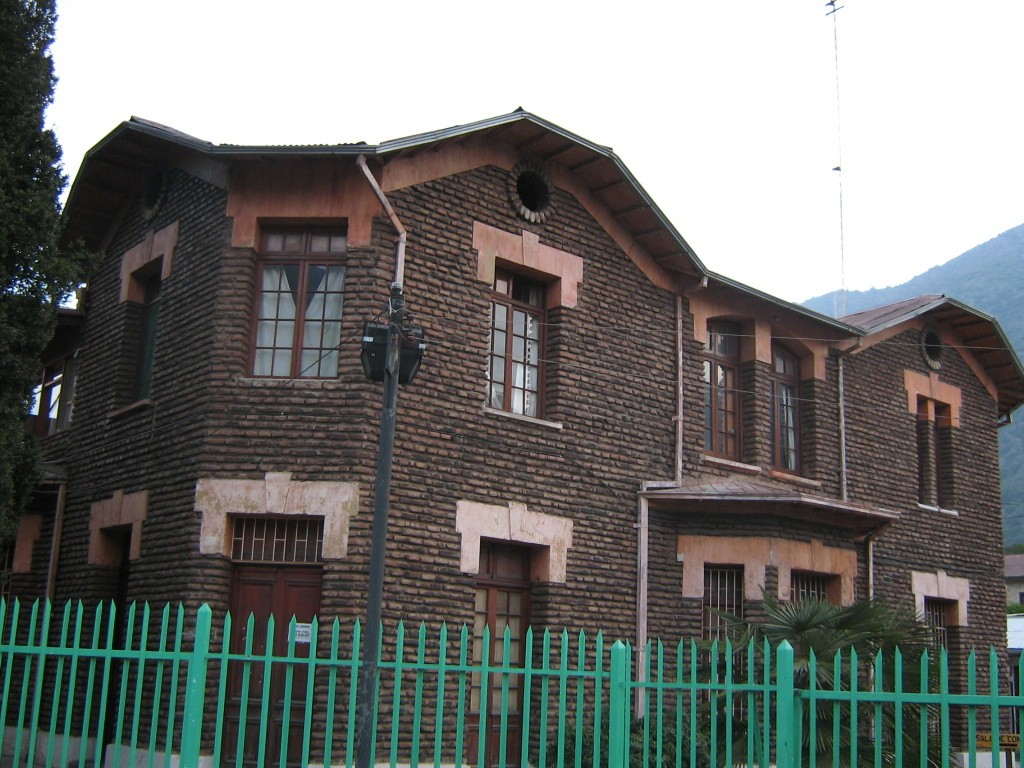
Alcaldía de San José de Maipo.

La Municipalidad de San José de Maipo para el periodo 2021-2024 es dirigida por el alcalde Roberto Ulises Pérez Catalán (Partido Radical de Chile - Unidad Por el Apruebo) y el concejo municipal conformado por los concejales:
- Franco Andrés Manzano Aranis (Renovación Nacional)
- Alejandro Antonio Hormazábal Arteaga (Renovación Nacional)
- Diego Roberto Trincado Herrera (IND - Frente Amplio)
- Mario Fernando Fernández Romero (IND - Radicales e IND)
- Carmen Gloria Iracabal Kneer (Partido Socialista de Chile)
- Luis Vargas Sandoval (Partido Socialista de Chile)

### Representación parlamentaria
San José de Maipo forma parte de la Circunscripción Senatorial VII y del Distrito Electoral 12. Es representada en la Cámara de Diputados del Congreso Nacional por los siguientes diputados:
- Ximena Ossandón Irarrázabal (Renovación Nacional)
- Álvaro Carter Fernández (IND - UDI)
- Pamela Jiles Moreno (Partido Humanista)
- Hernán Palma Pérez (Partido Humanista)
- Mónica Arce Castro (IND - PH)
- Daniela Andrea Serrano Salazar (Partido Comunista de Chile)
- Ana María Gazmuri Vieira (IND - Comunes)

En el Senado, la representan:
- Manuel José Ossandón Irarrázabal (Renovación Nacional)
- Luciano Cruz-Coke Carvallo (Evolución Política)
- Rojo Edwards Silva (Partido Republicano De Chile)
- Claudia Pascual Grau (Partido Comunista de Chile)
- Fabiola Campillai Rojas (Independiente)

## Lugares de interés

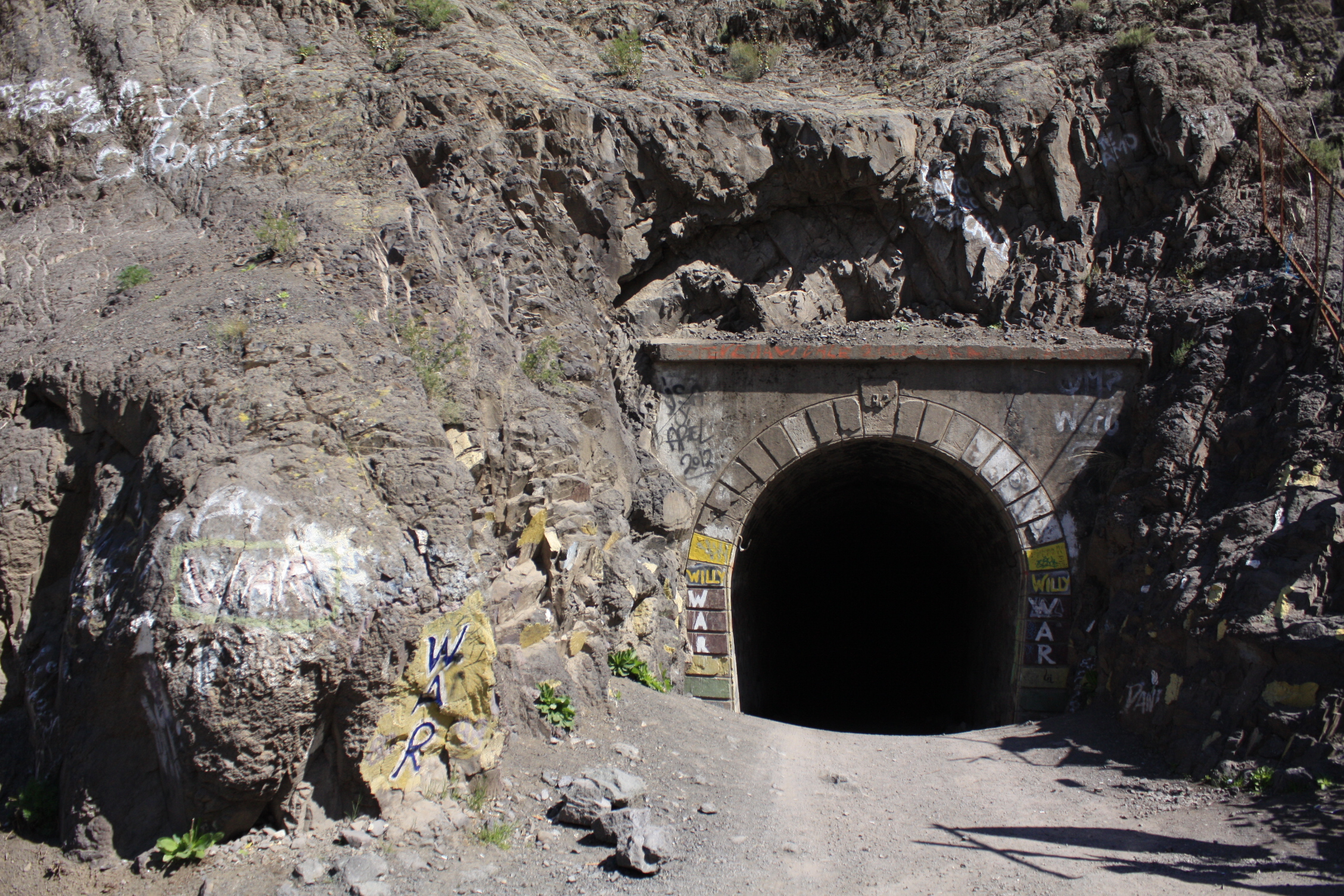
Antiguo túnel ferroviario del Tinoco

El pueblo de San José de Maipo es el principal centro urbano de la comuna. Ubicado a 48 km de la ciudad de Santiago de Chile, a una altitud de 970 m s. n. m., siguiendo la ruta G-25 Camino al Volcán, a orillas del río Maipo. Su casco histórico ha sido declarado Monumento Nacional destacando por sus construcciones coloniales.
En este pueblo se encuentran todos los principales servicios de la comuna, como la alcaldía, el juzgado de policía local, biblioteca municipal, etc.

## Transporte

### Buses
| Recorrido | Inicio             | Fin               | Empresa              |
| --------- | ------------------ | ----------------- | -------------------- |
| MB-72A    | Mallplaza Tobalaba | San José de Maipo | E.T.P Tur-Maipo S.A. |
| MB-72B    | Mallplaza Tobalaba | San Gabriel       | E.T.P Tur-Maipo S.A. |

### Colectivos
| Recorrido | Inicio                    | Fin                  |
| --------- | ------------------------- | -------------------- |
| 4010      | San Gabriel / San Alfonso | Plaza de Puente Alto |
| 4014      | San Alfonso / San Gabriel | Plaza de Puente Alto |
| 4029      | Puente Alto               | San Gabriel          |

## Deportes

### Fútbol
- Alfredo Rioseco participó en la única edición (1996) del Torneo de la Cuarta División Metropolitana (campeonato aparte del torneo oficial de la, en ese entonces, Cuarta División de Chile).[32]
- Liga Vecinal de Fútbol del Cajon de Maipo (11 clubes+un club en proceso de refundación).[33]

## Medios de comunicación

### Radioemisoras
FM
- 89.9 MHz Amanda FM
- 94.9 MHz Estilo FM
- 105.9 MHz Radio Cajón
- 107.1 MHz Radio Kairos

### Televisión
TDT
- 5.1 - Canal 13 HD
- 5.2 - T13 En Vivo
- 8.1 - TVN HD
- 8.2 - NTV
- 13.1 - Chilevisión HD
- 13.2 - UChile TV